# Judith Wittwer
Judith Wittwer Herter (* 10. Dezember 1977 in Zürich) ist eine Schweizer Journalistin. Sie leitet seit 2020 zusammen mit Wolfgang Krach in einer gleichberechtigten Doppelspitze die in München erscheinende Süddeutsche Zeitung. Zuvor war sie Chefredaktorin beim Tages-Anzeiger in Zürich.

## Leben und Wirken
Wittwer studierte nach der Matura an der Kantonsschule Rychenberg in Winterthur Internationale Beziehungen an der Universität St. Gallen (HSG) und schloss das Studium 2002 mit einem Lizenziat (heute: Master of International Affairs and Governance) ab. 2002 stiess Wittwer zum in Zürich erscheinenden Tages-Anzeiger. Sie absolvierte das Volontariat und berufsbegleitend die Diplomausbildung am MAZ – Die Schweizer Journalistenschule (heute: MAZ – Institut für Journalismus und Kommunikation) in Luzern. Ab 2004 war sie beim Tages-Anzeiger als Wirtschaftsredaktorin unter anderem für makroökonomische Themen zuständig. Es folgten Stationen als Wirtschaftskorrespondentin in Frankfurt am Main und im Ressort Hintergrund und Analyse in Zürich, bevor Wittwer 2011 zur Handelszeitung (Axel Springer Verlag) wechselte. Dort lag ihr journalistischer Fokus auf der Pharmaindustrie. Sie recherchierte auch zu Versicherungs- und Verkehrsthemen.
2014 kehrte Wittwer zum Tamedia-Flaggschiff Tages-Anzeiger zurück, wo sie zunächst die Stabsstelle der Chefredaktion leitete und als Nachrichtenchefin arbeitete. Von Anfang 2015 bis Ende 2017 war sie Mitglied der gemeinsamen Chefredaktion von Tages-Anzeiger und SonntagsZeitung. Von 2018 bis Juni 2020 war Wittwer Chefredaktorin des Tages-Anzeigers. In dieser Zeit gehörte sie auch dem Vorstand des Schweizer Vereins Qualität im Journalismus an.
Seit dem 15. Juli 2020 leitet sie als Nachfolgerin von Kurt Kister die Süddeutsche Zeitung gemeinsam mit Wolfgang Krach. Seit 2021 gehört sie der Jury des Egon-Erwin-Kisch-Preises an und ist seit 2022 Mitglied des Kuratoriums des Bayerischen Forschungsinstituts für Digitale Transformation (bidt).
Im April 2022 berichtete das Medium Magazin über „harte interne Kritik“ aus der Redaktion der Süddeutschen Zeitung am Führungsstil Wittwers und Krachs. Ihnen wurde ein Mangel an „Wertschätzung“ gegenüber der Redaktion sowie an „publizistischem Weitblick“ vorgeworfen.
Bei einer Redaktionskonferenz Ende Januar 2024 wurde bekannt, dass die Chefredaktion aus Wittwer und Krach die Anweisung gegeben hatte, Festnetzanschlüsse und E-Mail-Kontakte von Redaktionsmitgliedern zu überprüfen, um den Informanten des Branchendienstes Medieninsiders zu ermitteln. Die Vorstandssprecherin der deutschen Abteilung der NGO Reporter ohne Grenzen, Katja Gloger, erklärte dazu: „Das Vorgehen der SZ-Chefredaktion wirft hinsichtlich des journalistischen Grundprinzips des Quellenschutzes ernsthafte Fragen auf. Es ist bedenklich, dass die Quellen von Medieninsidern ins Visier dieser Suchaktion rückten.“

## Privates
Judith Wittwer ist verheiratet und Mutter von zwei Töchtern.